# Jean Combescure
Jean Combescure est un homme politique français né le 15 janvier 1819 à Gignac (Hérault) et décédé le 18 février 1900 à Pézenas (Hérault).
D'abord professeur de mathématiques à Pézenas, puis à Montpellier, il démissionne en 1852 et se fait recevoir comme docteur en médecine. Il est sénateur de l'Hérault de 1879 à 1897, siégeant à gauche.

## Sources
- Jean Jolly (dir.), Dictionnaire des parlementaires français, notices biographiques sur les ministres, sénateurs et députés français de 1889 à 1940, Paris, PUF, 1960
- « Jean Combescure », dans Adolphe Robert et Gaston Cougny, Dictionnaire des parlementaires français, Edgar Bourloton, 1889-1891 [détail de l’édition]